# Torre de los Fernández Velasco
La torre de los Fernández Velasco es un inmueble de la localidad española de Valdenoceda, en la provincia de Burgos. Cuenta con el estatus de bien de interés cultural.

## Descripción

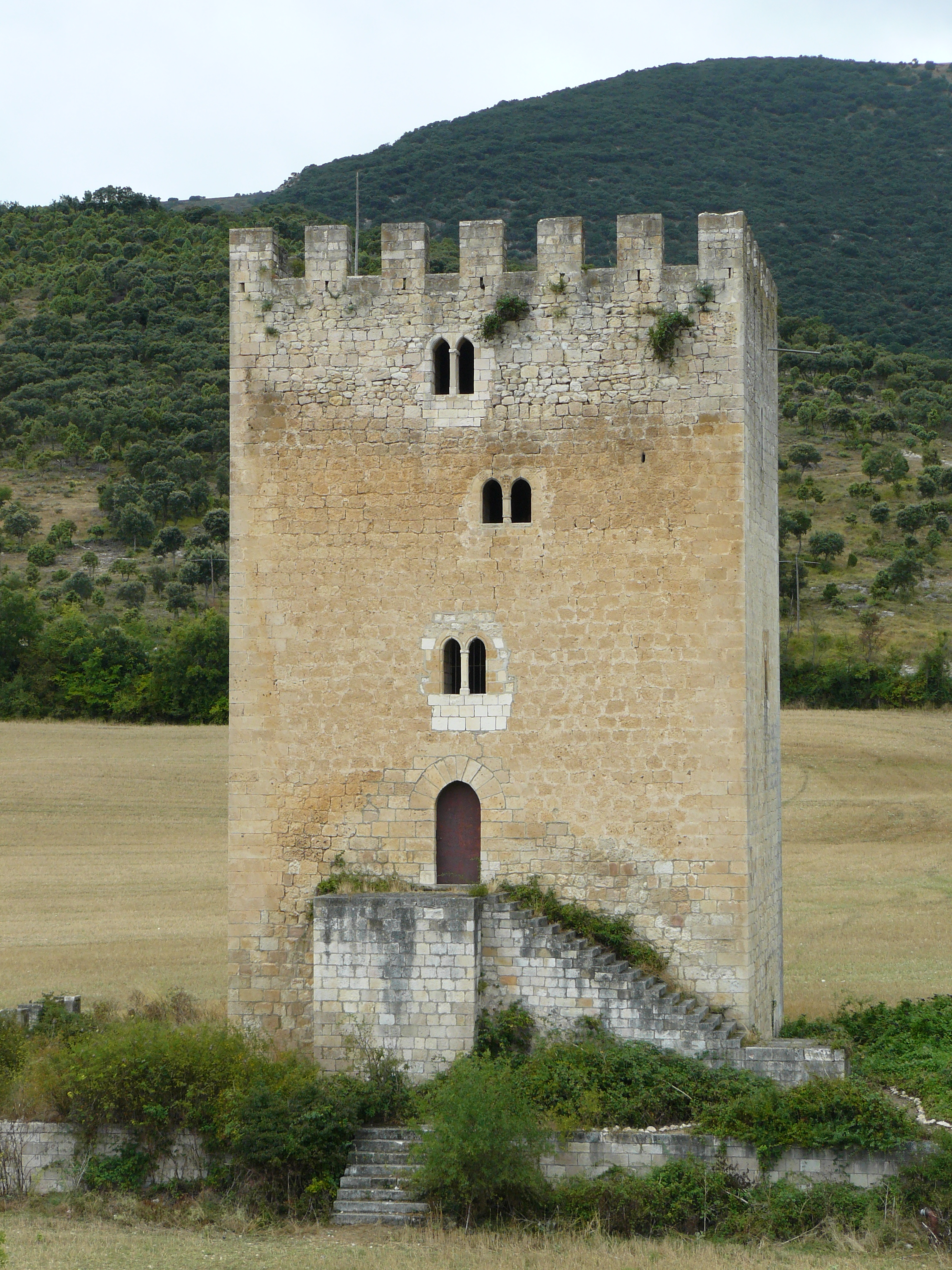
Vista de una fachada

La torre de Valdenoceda, o de los Fernández Velasco, se encuentra en la localidad burgalesa de Valdenoceda, perteneciente al municipio de Merindad de Valdivielso, en Castilla y León. Se trata de una construcción de los siglos XII-XIII, abandonada y ruinosa en el siglo XVI. Presenta planta rectangular, veinte metros de altura y gruesos muros rematados por almenas. Tras las transformaciones sufridas en el siglo XX, conserva algunos elementos góticos como ajimeces y saeteras, así como escudos de la familia de los Velasco.
El edificio quedó protegido de forma genérica el 22 de abril de 1949, mediante un decreto publicado el 5 de mayo de ese mismo año en el Boletín Oficial del Estado con la rúbrica del dictador Francisco Franco y del ministro de Educación Nacional José Ibáñez Martín, que sostenía que «Todos los castillos de España, cualquiera que sea su estado de ruina, quedan bajo la protección del Estado». En virtud del decreto anterior, en 1985 pasó a estar considerado bien de interés cultural. En 2013 quedó delimitado su entorno de protección.

## Referencias

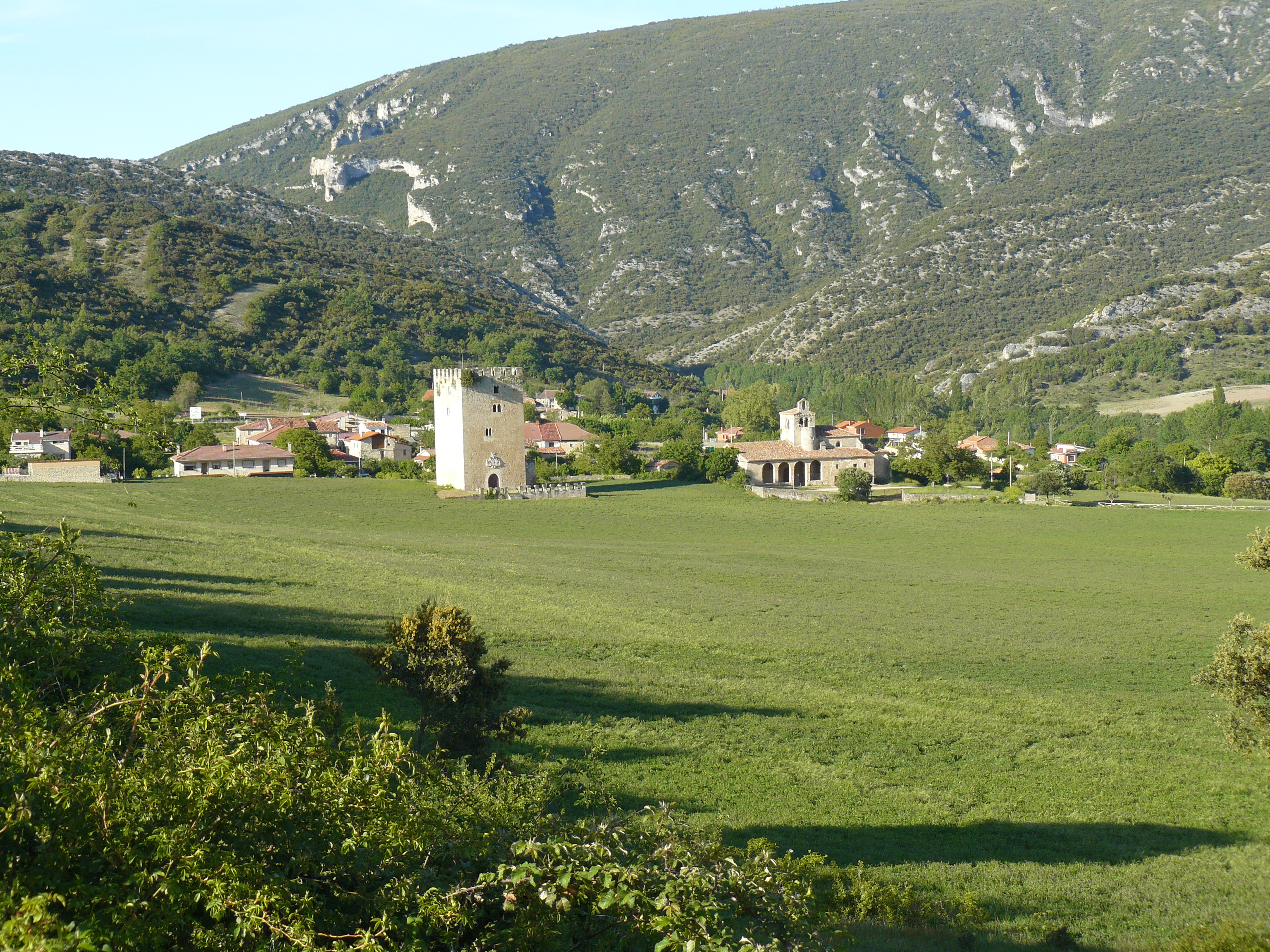
Vista del entorno de la torre